# Teodorów (powiat siedlecki)
Teodorów – wieś w Polsce położona w województwie mazowieckim, w powiecie siedleckim, w gminie Skórzec. Ma status sołectwa.
Miejscowość podlega rzymskokatolickiej parafii św. Józefa Robotnika w Wołyńcach. Przez miejscowość przebiega DW nr 803 i droga gminna Żelków-Kolonia – Gołąbek.
W latach 1975–1998 miejscowość należała administracyjnie do województwa siedleckiego.
We wsi działa założona w 1968 roku jednostka ochotniczej straży pożarnej. Jednostka posiada samochód gaśniczy Star 266.